# ジェームズ・マーシャル (俳優)
ジェームズ・マーシャル（James Marshall, 本名：James David Greenblatt、1967年1月2日 - ）は、アメリカ合衆国の俳優。ニューヨーク・クイーンズ区出身。

## 経歴

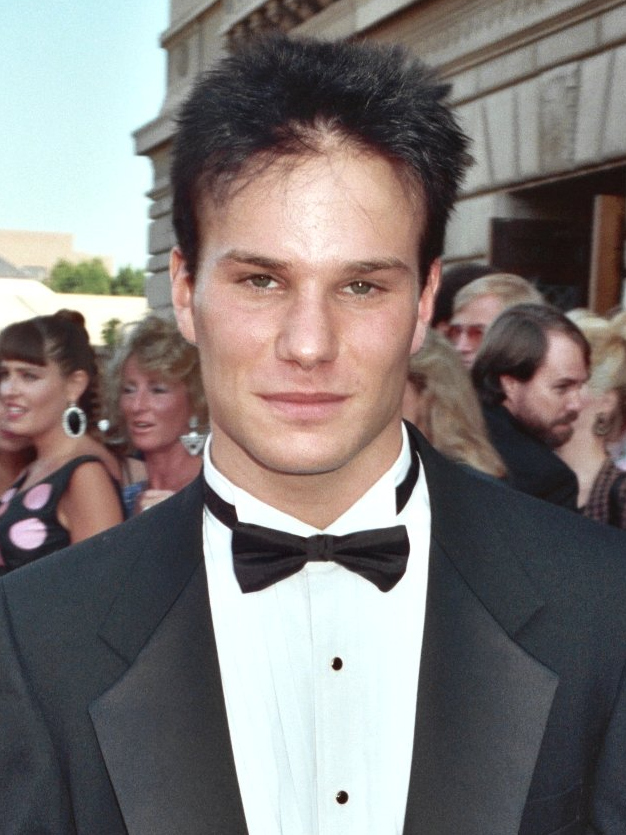
1990年のエミー賞授賞式にて

主にテレビドラマを中心に出演、特に『ツイン・ピークス』のローラ・パーマーの秘密のボーイフレンド、ジェームズ・ハーリー役で知られ、2017年から始まる新シリーズにも同じジェームズ役で出演する。

## 主な出演作品

### 映画
- ナイトブレーカー Nightbreaker (1989) テレビ映画
- ミリタリー・ブルース Cadence (1990)
- ツイン・ピークス/ローラ・パーマー最期の7日間 Twin Peaks: Fire Walk with Me (1991)
- ア・フュー・グッドメン A Few Good Men (1992)
- ファイティング・キッズ Gladiator (1992)
- サッカー・ドッグ Soccer Dog: The Movie (1999)
- ダウン Down	(2001)
- ハイ・クライムズ High Crimes (2002) クレジットなし
- エイリアンX Alien Lockdown (2004)

### テレビドラマ
- 愉快なシーバー家 Growing Pains (1989-1991)
- ツイン・ピークス Twin Peaks (1990-1991, 2017)